# Enrico II di Rohan
Enrico II di Rohan-Gié, principe di Léon (Blain, 21 agosto 1579 – Königsfelden, 16 aprile 1638), è stato un condottiero bretone degli ugonotti nel periodo del regno di Luigi XIII di Francia.

## Biografia
Era figlio primogenito maschio di Renato II di Rohan, principe di Léon, visconte di Porthöet, e di sua moglie, Caterina di Parthenay, ereditiera di una potente famiglia protestante del Poitou. La nonna paterna, Isabella di Navarra d'Albret era figlia del re di Navarra era quindi per parte di padre primo cugino del futuro re Enrico IV.
Cresciuto nella religione riformata dalla nonna Isabella e dal padre, educato nelle discipline umanistiche dalla madre, amava la storia, la geografia e la matematica ma impara poco il latino e greco.

## Carriera
All'età di 16 anni giunse alla corte di Enrico IV. In giovane età partecipò alla riconquista di Amiens da parte degli spagnoli nel 1597. Viaggiò poi a lungo (dal maggio del 1600 per oltre 20 mesi) in Germania, Inghilterra ed Italia. Affascinò la regina Elisabetta I d'Inghilterra ed il re di Scozia Giacomo VI, che gli chiese di far da padrino al figlio, il futuro re d'Inghilterra Carlo I. Rohan scrisse al suo ritorno il resoconto di questi viaggi che fu pubblicato dopo la sua morte, nel 1646.
Al suo ritorno in Francia, Enrico IV elevò nel 1603 la contea di Rohan a ducato ed Enrico di Rohan divenne duca e pari di Francia. Il re lo nominò quindi colonnello della Guardia svizzera. Grazie all'amicizia del re gli si prospettava una eccellente carriera: partecipò alla campagna contro il duca di Bouillon, quindi alle campagne di Fiandra contro gli spagnoli agli ordini di Maurizio di Nassau, figlio di Guglielmo il Taciturno. Quando il re fu assassinato nel 1610, era con i suoi svizzeri nella Guerra di successione di Jülich.

### Protestantesimo
Nel 1603, durante l'elezione della viscontea di Rohan in ducato, Enrico II trasferì la sede del suo potere al castello di Pontivy.
L'assassinio di Enrico IV cambierà il destino di Enrico. Divenne più o meno suo malgrado il leader della resistenza protestante. Licenziato dalla corte dalla reggente Maria de' Medici, divenne gradualmente uno dei leader del partito protestante che fu costretto a riorganizzarsi. Dopo che i suoi sforzi per un'amichevole composizione dei conflitti fra questi e la corte di Francia fallirono, egli prese le armi, rafforzò le piazzeforti della Guyenna e della Linguadoca, difese Montauban, contro il re, impedendogli di assediare Montpellier, finché questi nel 1622 non confermò l'Editto di Nantes con il trattato di Montpellier.
Dal 1621 al 1625 ci fu una serie di rivolte protestanti contro il potere centrale, nelle province dei Saintonge, Guyenna e Linguadoca, da La Rochelle, a Saint-Jean-d'Angély, a Montauban e Montpellier: in tutte queste il promotore e sostenitore era Enrico, ma dopo alcune vittorie precarie fu sconfitto dal re a Privas nel 1627. Egli cercò pure di sostenere l'assedio di La Rochelle, con l'aiuto del fratello Beniamino di Rohan-Soubise, ricorrendo all'Inghilterra. Ma la spedizione inglese, agli ordini di George Villiers, duca di Buckingam, fu uno smacco e La Rochelle fu conquistata dalle truppe del cardinale Richelieu nell'ottobre del 1628. Tuttavia egli continuò la lotta in Linguadoca, ove il 27 giugno 1629 ad Alès Luigi XIII, su consiglio del Richelieu, dopo aver conquistato le piazzeforti protestanti, emise l'atto di grazia con il quale veniva riconosciuta la libertà di culto ai protestanti e graziati tutti coloro che avevano combattuto contro il re ma ai protestanti venne tolto il diritto di tenere le piazzeforti e governare in alternativa al potere centrale.

## Esilio
Il duca di Rohan fu costretto all'esilio, si recò quindi a Venezia ove si mise al servizio della Repubblica e dove scrisse le sue Memorie che verranno pubblicate postume. Intraprese quindi una serie di viaggi svolgendo attività di cartografo per la Svizzera, l'Alsazia, la Borgogna ed il ducato di Milano. Riconciliatosi con il re di Francia, questi gli chiese di agire come suo ambasciatore speciale presso il Grigioni e quindi di cacciare le truppe imperiali che occupavano la Valtellina (1634).

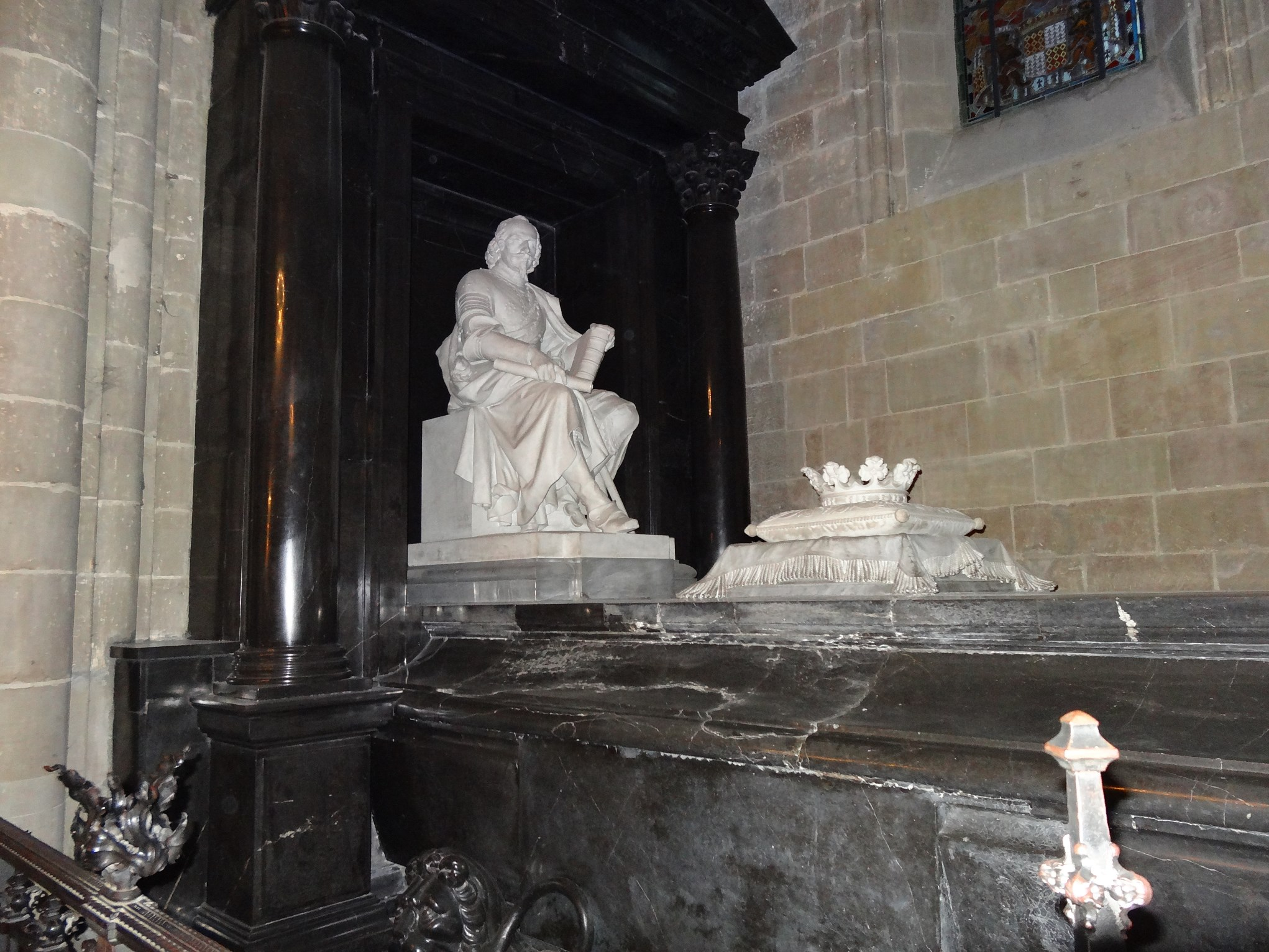
La tomba di Henri nella Cattedrale di Ginevra

Assunto il comando di un esercito di 15.000 uomini, sconfisse le truppe imperiali a Cassano, sconfisse gli spagnoli nel 1636 sul Lago di Como dopo aver cacciato anche il duca di Lorena dalla zona, ma fu lasciato privo di rinforzi e di ordini precisi dalla Francia e quindi di propria iniziativa nel 1637 concluse con il nemico un accordo, in cui accettava di riconsegnare la Valtellina ai Grigioni, insorti sotto il comando di Jürg Jenatsch. Per questo motivo, sospettato di tradimento dalla corte francese, il duca di Rohan fu nuovamente costretto all'esilio.

## Morte
Fermatosi a Ginevra, ricevette dall'alleato della Francia Bernardo di Sassonia-Weimar, l'invito a riprendere le armi contro gli imperiali. Egli accettò nel gennaio 1638, ma allorché fu attaccato dall'esercito nemico presso Rheinfelden, rimase gravemente ferito e morì.

## Matrimonio
Sposò nel 1605 ad Ablon-sur-Seine, Margherita di Béthune (1595 -21 ottobre 1660), figlia di Massimiliano di Béthune, marchese di Rosny, duca di Sully, primo duca con quel nome e ministro di Enrico IV. Ebbero una figlia:
- Marguerite de Rohan (1617-9 aprile 1684), sposò Henri Chabot, ebbero sei figli, che diede origine al ramo dei Rohan-Chabot.

## Ascendenza
|                                         |                                          |                                           | Genitori                                      |  |  | Nonni |  |  | Bisnonni                                 |  |  | Trisnonni                         |  |
|                                         |                                          |                                           |                                               |  |  |       |  |  | Pierre II de Rohan, signore di Frontenay |  |  | Pierre I de Rohan, signore di Gié |  |
|                                         |                                          |                                           |                                               |  |  |       |  |  | Pierre II de Rohan, signore di Frontenay |  |  | Pierre I de Rohan, signore di Gié |  |
|                                         |                                          | Françoise de Penhoët                      |                                               |  |  |       |  |  | Pierre II de Rohan, signore di Frontenay |  |  |                                   |  |
| René I, visconte di Rohan               |                                          |                                           |                                               |  |  |       |  |  | Pierre II de Rohan, signore di Frontenay |  |  |                                   |  |
|                                         |                                          | Anne de Rohan                             | Jean II, visconte di Rohan                    |  |  |       |  |  |                                          |  |  |                                   |  |
|                                         |                                          | Anne de Rohan                             | Jean II, visconte di Rohan                    |  |  |       |  |  |                                          |  |  |                                   |  |
|                                         |                                          | Anne de Rohan                             | Marie de Bretagne                             |  |  |       |  |  |                                          |  |  |                                   |  |
| René II, visconte di Rohan              |                                          | Anne de Rohan                             |                                               |  |  |       |  |  |                                          |  |  |                                   |  |
|                                         |                                          | Jean II d'Albret, conte di Périgord       | Alain I, signore d'Albret                     |  |  |       |  |  |                                          |  |  |                                   |  |
|                                         |                                          | Jean II d'Albret, conte di Périgord       | Alain I, signore d'Albret                     |  |  |       |  |  |                                          |  |  |                                   |  |
|                                         |                                          | Jean II d'Albret, conte di Périgord       | Françoise de Châtillon, contessa di Périgord  |  |  |       |  |  |                                          |  |  |                                   |  |
| Isabeau de Navarre                      |                                          | Jean II d'Albret, conte di Périgord       |                                               |  |  |       |  |  |                                          |  |  |                                   |  |
|                                         |                                          | Catherine, regina di Navarra              | Gaston de Foix, principe di Viana             |  |  |       |  |  |                                          |  |  |                                   |  |
|                                         |                                          | Catherine, regina di Navarra              | Gaston de Foix, principe di Viana             |  |  |       |  |  |                                          |  |  |                                   |  |
|                                         |                                          | Catherine, regina di Navarra              | Madeleine de France                           |  |  |       |  |  |                                          |  |  |                                   |  |
| Henri II, duca di Rohan                 |                                          | Catherine, regina di Navarra              |                                               |  |  |       |  |  |                                          |  |  |                                   |  |
|                                         | Jean IV de Parthenay, signore di Soubise | Jean III de Parthenay, barone di Soubise  |                                               |  |  |       |  |  |                                          |  |  |                                   |  |
|                                         | Jean IV de Parthenay, signore di Soubise | Jean III de Parthenay, barone di Soubise  |                                               |  |  |       |  |  |                                          |  |  |                                   |  |
|                                         | Jean IV de Parthenay, signore di Soubise | Marie d'Etampes                           |                                               |  |  |       |  |  |                                          |  |  |                                   |  |
| Jean V de Parthenay, signore di Soubise | Jean IV de Parthenay, signore di Soubise |                                           |                                               |  |  |       |  |  |                                          |  |  |                                   |  |
|                                         |                                          | Michelle de Saubonne                      | Denis de Sanbonne, signore di Fresnes-Coudray |  |  |       |  |  |                                          |  |  |                                   |  |
|                                         |                                          | Michelle de Saubonne                      | Denis de Sanbonne, signore di Fresnes-Coudray |  |  |       |  |  |                                          |  |  |                                   |  |
|                                         |                                          | Michelle de Saubonne                      | Blanche de Fontenaye                          |  |  |       |  |  |                                          |  |  |                                   |  |
| Catherine de Parthenay                  |                                          | Michelle de Saubonne                      |                                               |  |  |       |  |  |                                          |  |  |                                   |  |
|                                         |                                          | François II Bouchard, signore d'Aubeterre | Louis Bouchard, signore d'Aubeterre           |  |  |       |  |  |                                          |  |  |                                   |  |
|                                         |                                          | François II Bouchard, signore d'Aubeterre | Louis Bouchard, signore d'Aubeterre           |  |  |       |  |  |                                          |  |  |                                   |  |
|                                         |                                          | François II Bouchard, signore d'Aubeterre | Marguerite de Mareuil                         |  |  |       |  |  |                                          |  |  |                                   |  |
| Antoinette Bouchard d'Aubeterre         |                                          | François II Bouchard, signore d'Aubeterre |                                               |  |  |       |  |  |                                          |  |  |                                   |  |
|                                         |                                          | Isabelle de Saint-Seine                   | Charles de Saint-Seine                        |  |  |       |  |  |                                          |  |  |                                   |  |
|                                         |                                          | Isabelle de Saint-Seine                   | Charles de Saint-Seine                        |  |  |       |  |  |                                          |  |  |                                   |  |
|                                         |                                          | Isabelle de Saint-Seine                   | Huguette de Vuillafanes                       |  |  |       |  |  |                                          |  |  |                                   |  |
|                                         |                                          | Isabelle de Saint-Seine                   |                                               |  |  |       |  |  |                                          |  |  |                                   |  |

## Armoriale
Albero genealogico della famiglia Rohan-Parthenay
|  |  |  |  |                                                                |                                                                |                                                                |                                                                | Giovanni V di Parthenay-l'archevêque Signore di Mouchamps (Les Herbiers) detto Soubise (1512-1561) | Giovanni V di Parthenay-l'archevêque Signore di Mouchamps (Les Herbiers) detto Soubise (1512-1561) | Giovanni V di Parthenay-l'archevêque Signore di Mouchamps (Les Herbiers) detto Soubise (1512-1561) | Giovanni V di Parthenay-l'archevêque Signore di Mouchamps (Les Herbiers) detto Soubise (1512-1561) | Giovanni V di Parthenay-l'archevêque Signore di Mouchamps (Les Herbiers) detto Soubise (1512-1561) | Giovanni V di Parthenay-l'archevêque Signore di Mouchamps (Les Herbiers) detto Soubise (1512-1561) |                                                                                           |                                                                                           | Antoinette Bouchard d'Aubeterre (1535-1580) Douairière di Soubise                         | Antoinette Bouchard d'Aubeterre (1535-1580) Douairière di Soubise                         | Antoinette Bouchard d'Aubeterre (1535-1580) Douairière di Soubise | Antoinette Bouchard d'Aubeterre (1535-1580) Douairière di Soubise | Antoinette Bouchard d'Aubeterre (1535-1580) Douairière di Soubise              | Antoinette Bouchard d'Aubeterre (1535-1580) Douairière di Soubise              |                                                                                |                                                                                |                                                                                |                                                                                | Isabella d'Albret (1513-1555) zia di Giovanna d'Albret (regina di Navarra) | Isabella d'Albret (1513-1555) zia di Giovanna d'Albret (regina di Navarra) | Isabella d'Albret (1513-1555) zia di Giovanna d'Albret (regina di Navarra) | Isabella d'Albret (1513-1555) zia di Giovanna d'Albret (regina di Navarra) | Isabella d'Albret (1513-1555) zia di Giovanna d'Albret (regina di Navarra) | Isabella d'Albret (1513-1555) zia di Giovanna d'Albret (regina di Navarra) |                                                                 |                                                                 | Renato I di Rohan Visconte di Rohan (1516-1552)                 | Renato I di Rohan Visconte di Rohan (1516-1552)                 | Renato I di Rohan Visconte di Rohan (1516-1552) | Renato I di Rohan Visconte di Rohan (1516-1552) | Renato I di Rohan Visconte di Rohan (1516-1552) | Renato I di Rohan Visconte di Rohan (1516-1552) |                                                 |                                                 |                                    |                                    |                                                       |                                                       |                                                       |                                                       |                                                       |                                                       |  |  |  |  |  |  |  |  |  |  |  |  |  |  |
|  |  |  |  |                                                                |                                                                |                                                                |                                                                | Giovanni V di Parthenay-l'archevêque Signore di Mouchamps (Les Herbiers) detto Soubise (1512-1561) | Giovanni V di Parthenay-l'archevêque Signore di Mouchamps (Les Herbiers) detto Soubise (1512-1561) | Giovanni V di Parthenay-l'archevêque Signore di Mouchamps (Les Herbiers) detto Soubise (1512-1561) | Giovanni V di Parthenay-l'archevêque Signore di Mouchamps (Les Herbiers) detto Soubise (1512-1561) | Giovanni V di Parthenay-l'archevêque Signore di Mouchamps (Les Herbiers) detto Soubise (1512-1561) | Giovanni V di Parthenay-l'archevêque Signore di Mouchamps (Les Herbiers) detto Soubise (1512-1561) |                                                                                           |                                                                                           | Antoinette Bouchard d'Aubeterre (1535-1580) Douairière di Soubise                         | Antoinette Bouchard d'Aubeterre (1535-1580) Douairière di Soubise                         | Antoinette Bouchard d'Aubeterre (1535-1580) Douairière di Soubise | Antoinette Bouchard d'Aubeterre (1535-1580) Douairière di Soubise | Antoinette Bouchard d'Aubeterre (1535-1580) Douairière di Soubise              | Antoinette Bouchard d'Aubeterre (1535-1580) Douairière di Soubise              |                                                                                |                                                                                |                                                                                |                                                                                | Isabella d'Albret (1513-1555) zia di Giovanna d'Albret (regina di Navarra) | Isabella d'Albret (1513-1555) zia di Giovanna d'Albret (regina di Navarra) | Isabella d'Albret (1513-1555) zia di Giovanna d'Albret (regina di Navarra) | Isabella d'Albret (1513-1555) zia di Giovanna d'Albret (regina di Navarra) | Isabella d'Albret (1513-1555) zia di Giovanna d'Albret (regina di Navarra) | Isabella d'Albret (1513-1555) zia di Giovanna d'Albret (regina di Navarra) |                                                                 |                                                                 | Renato I di Rohan Visconte di Rohan (1516-1552)                 | Renato I di Rohan Visconte di Rohan (1516-1552)                 | Renato I di Rohan Visconte di Rohan (1516-1552) | Renato I di Rohan Visconte di Rohan (1516-1552) | Renato I di Rohan Visconte di Rohan (1516-1552) | Renato I di Rohan Visconte di Rohan (1516-1552) |                                                 |                                                 |                                    |                                    |                                                       |                                                       |                                                       |                                                       |                                                       |                                                       |  |  |  |  |  |  |  |  |  |  |  |  |  |  |
|  |  |  |  |                                                                |                                                                |                                                                |                                                                | | | | | | |                                                                                           |                                                                                           |                                                                                           |                                                                                           |                                                                   |                                                                   |                                                                                |                                                                                |                                                                                |                                                                                |                                                                                |                                                                                |                                                                            |                                                                            |                                                                            |                                                                            |                                                                            |                                                                            |                                                                 |                                                                 |                                                                 |                                                                 |                                                 |                                                 |                                                 |                                                 |                                                 |                                                 |                                    |                                    |                                                       |                                                       |                                                       |                                                       |                                                       |                                                       |  |  |  |  |  |  |  |  |  |  |  |  |  |  |
|  |  |  |  |                                                                |                                                                |                                                                |                                                                | | | | | | |                                                                                           |                                                                                           |                                                                                           |                                                                                           |                                                                   |                                                                   |                                                                                |                                                                                |                                                                                |                                                                                |                                                                                |                                                                                |                                                                            |                                                                            |                                                                            |                                                                            |                                                                            |                                                                            |                                                                 |                                                                 |                                                                 |                                                                 |                                                 |                                                 |                                                 |                                                 |                                                 |                                                 |                                    |                                    |                                                       |                                                       |                                                       |                                                       |                                                       |                                                       |  |  |  |  |  |  |  |  |  |  |  |  |  |  |
|  |  |  |  | Charles de Quellenec Barone di Pont, detto Soubise (1548-1572) | Charles de Quellenec Barone di Pont, detto Soubise (1548-1572) | Charles de Quellenec Barone di Pont, detto Soubise (1548-1572) | Charles de Quellenec Barone di Pont, detto Soubise (1548-1572) | Charles de Quellenec Barone di Pont, detto Soubise (1548-1572)                                     | Charles de Quellenec Barone di Pont, detto Soubise (1548-1572)                                     | | | Catherine de Parthenay Signora di Soubise Madre dei Rohan Douairière di Rohan (1554-1631)          | Catherine de Parthenay Signora di Soubise Madre dei Rohan Douairière di Rohan (1554-1631)          | Catherine de Parthenay Signora di Soubise Madre dei Rohan Douairière di Rohan (1554-1631) | Catherine de Parthenay Signora di Soubise Madre dei Rohan Douairière di Rohan (1554-1631) | Catherine de Parthenay Signora di Soubise Madre dei Rohan Douairière di Rohan (1554-1631) | Catherine de Parthenay Signora di Soubise Madre dei Rohan Douairière di Rohan (1554-1631) |                                                                   |                                                                   | Renato II di Rohan detto Pontivy, poi Frontenay, Visconte di Rohan (1550-1585) | Renato II di Rohan detto Pontivy, poi Frontenay, Visconte di Rohan (1550-1585) | Renato II di Rohan detto Pontivy, poi Frontenay, Visconte di Rohan (1550-1585) | Renato II di Rohan detto Pontivy, poi Frontenay, Visconte di Rohan (1550-1585) | Renato II di Rohan detto Pontivy, poi Frontenay, Visconte di Rohan (1550-1585) | Renato II di Rohan detto Pontivy, poi Frontenay, Visconte di Rohan (1550-1585) |                                                                            |                                                                            | Jean detto Frontenay (?-morto nel 1574)                                    | Jean detto Frontenay (?-morto nel 1574)                                    | Jean detto Frontenay (?-morto nel 1574)                                    | Jean detto Frontenay (?-morto nel 1574)                                    | Jean detto Frontenay (?-morto nel 1574)                         | Jean detto Frontenay (?-morto nel 1574)                         |                                                                 |                                                                 | Enrico I di Rohan Visconte di Rohan (1535-1575) | Enrico I di Rohan Visconte di Rohan (1535-1575) | Enrico I di Rohan Visconte di Rohan (1535-1575) | Enrico I di Rohan Visconte di Rohan (1535-1575) | Enrico I di Rohan Visconte di Rohan (1535-1575) | Enrico I di Rohan Visconte di Rohan (1535-1575) |                                    |                                    | Françoise de Rohan Signora della Garnache (1540-1591) | Françoise de Rohan Signora della Garnache (1540-1591) | Françoise de Rohan Signora della Garnache (1540-1591) | Françoise de Rohan Signora della Garnache (1540-1591) | Françoise de Rohan Signora della Garnache (1540-1591) | Françoise de Rohan Signora della Garnache (1540-1591) |  |  |  |  |  |  |  |  |  |  |  |  |  |  |
|  |  |  |  | Charles de Quellenec Barone di Pont, detto Soubise (1548-1572) | Charles de Quellenec Barone di Pont, detto Soubise (1548-1572) | Charles de Quellenec Barone di Pont, detto Soubise (1548-1572) | Charles de Quellenec Barone di Pont, detto Soubise (1548-1572) | Charles de Quellenec Barone di Pont, detto Soubise (1548-1572)                                     | Charles de Quellenec Barone di Pont, detto Soubise (1548-1572)                                     | | | Catherine de Parthenay Signora di Soubise Madre dei Rohan Douairière di Rohan (1554-1631)          | Catherine de Parthenay Signora di Soubise Madre dei Rohan Douairière di Rohan (1554-1631)          | Catherine de Parthenay Signora di Soubise Madre dei Rohan Douairière di Rohan (1554-1631) | Catherine de Parthenay Signora di Soubise Madre dei Rohan Douairière di Rohan (1554-1631) | Catherine de Parthenay Signora di Soubise Madre dei Rohan Douairière di Rohan (1554-1631) | Catherine de Parthenay Signora di Soubise Madre dei Rohan Douairière di Rohan (1554-1631) |                                                                   |                                                                   | Renato II di Rohan detto Pontivy, poi Frontenay, Visconte di Rohan (1550-1585) | Renato II di Rohan detto Pontivy, poi Frontenay, Visconte di Rohan (1550-1585) | Renato II di Rohan detto Pontivy, poi Frontenay, Visconte di Rohan (1550-1585) | Renato II di Rohan detto Pontivy, poi Frontenay, Visconte di Rohan (1550-1585) | Renato II di Rohan detto Pontivy, poi Frontenay, Visconte di Rohan (1550-1585) | Renato II di Rohan detto Pontivy, poi Frontenay, Visconte di Rohan (1550-1585) |                                                                            |                                                                            | Jean detto Frontenay (?-morto nel 1574)                                    | Jean detto Frontenay (?-morto nel 1574)                                    | Jean detto Frontenay (?-morto nel 1574)                                    | Jean detto Frontenay (?-morto nel 1574)                                    | Jean detto Frontenay (?-morto nel 1574)                         | Jean detto Frontenay (?-morto nel 1574)                         |                                                                 |                                                                 | Enrico I di Rohan Visconte di Rohan (1535-1575) | Enrico I di Rohan Visconte di Rohan (1535-1575) | Enrico I di Rohan Visconte di Rohan (1535-1575) | Enrico I di Rohan Visconte di Rohan (1535-1575) | Enrico I di Rohan Visconte di Rohan (1535-1575) | Enrico I di Rohan Visconte di Rohan (1535-1575) |                                    |                                    | Françoise de Rohan Signora della Garnache (1540-1591) | Françoise de Rohan Signora della Garnache (1540-1591) | Françoise de Rohan Signora della Garnache (1540-1591) | Françoise de Rohan Signora della Garnache (1540-1591) | Françoise de Rohan Signora della Garnache (1540-1591) | Françoise de Rohan Signora della Garnache (1540-1591) |  |  |  |  |  |  |  |  |  |  |  |  |  |  |
|  |  |  |  |                                                                |                                                                |                                                                |                                                                | | | | | | |                                                                                           |                                                                                           |                                                                                           |                                                                                           |                                                                   |                                                                   |                                                                                |                                                                                |                                                                                |                                                                                |                                                                                |                                                                                |                                                                            |                                                                            |                                                                            |                                                                            |                                                                            |                                                                            |                                                                 |                                                                 |                                                                 |                                                                 |                                                 |                                                 |                                                 |                                                 |                                                 |                                                 |                                    |                                    |                                                       |                                                       |                                                       |                                                       |                                                       |                                                       |  |  |  |  |  |  |  |  |  |  |  |  |  |  |
|  |  |  |  |                                                                |                                                                |                                                                |                                                                | | | | | | |                                                                                           |                                                                                           |                                                                                           |                                                                                           |                                                                   |                                                                   |                                                                                |                                                                                |                                                                                |                                                                                |                                                                                |                                                                                |                                                                            |                                                                            |                                                                            |                                                                            |                                                                            |                                                                            |                                                                 |                                                                 |                                                                 |                                                                 |                                                 |                                                 |                                                 |                                                 |                                                 |                                                 |                                    |                                    |                                                       |                                                       |                                                       |                                                       |                                                       |                                                       |  |  |  |  |  |  |  |  |  |  |  |  |  |  |
|  |  |  |  |                                                                |                                                                | Enrico II di Rohan Visconte e I duca dopo il 1604 (1579-1638)  | Enrico II di Rohan Visconte e I duca dopo il 1604 (1579-1638)  | Enrico II di Rohan Visconte e I duca dopo il 1604 (1579-1638)                                      | Enrico II di Rohan Visconte e I duca dopo il 1604 (1579-1638)                                      | Enrico II di Rohan Visconte e I duca dopo il 1604 (1579-1638)                                      | Enrico II di Rohan Visconte e I duca dopo il 1604 (1579-1638)                                      | | | Beniamino di Rohan Duca di Soubise (1583-1642)                                            | Beniamino di Rohan Duca di Soubise (1583-1642)                                            | Beniamino di Rohan Duca di Soubise (1583-1642)                                            | Beniamino di Rohan Duca di Soubise (1583-1642)                                            | Beniamino di Rohan Duca di Soubise (1583-1642)                    | Beniamino di Rohan Duca di Soubise (1583-1642)                    |                                                                                |                                                                                | Henriette de Rohan detta la Bossue (la gobba) (1577-1624)                      | Henriette de Rohan detta la Bossue (la gobba) (1577-1624)                      | Henriette de Rohan detta la Bossue (la gobba) (1577-1624)                      | Henriette de Rohan detta la Bossue (la gobba) (1577-1624)                      | Henriette de Rohan detta la Bossue (la gobba) (1577-1624)                  | Henriette de Rohan detta la Bossue (la gobba) (1577-1624)                  |                                                                            |                                                                            | Catherine de Rohan sposata a Giovanni II di Baviera (1580-1607)            | Catherine de Rohan sposata a Giovanni II di Baviera (1580-1607)            | Catherine de Rohan sposata a Giovanni II di Baviera (1580-1607) | Catherine de Rohan sposata a Giovanni II di Baviera (1580-1607) | Catherine de Rohan sposata a Giovanni II di Baviera (1580-1607) | Catherine de Rohan sposata a Giovanni II di Baviera (1580-1607) |                                                 |                                                 | Anne de Rohan Poetessa (1584-1646)              | Anne de Rohan Poetessa (1584-1646)              | Anne de Rohan Poetessa (1584-1646)              | Anne de Rohan Poetessa (1584-1646)              | Anne de Rohan Poetessa (1584-1646) | Anne de Rohan Poetessa (1584-1646) |                                                       |                                                       |                                                       |                                                       |                                                       |                                                       |  |  |  |  |  |  |  |  |  |  |  |  |  |  |

 "duca non mi degno"